# Egnasia castanealis
Egnasia castanealis är en fjärilsart som beskrevs av George Francis Hampson 1895. Egnasia castanealis ingår i släktet Egnasia och familjen nattflyn. Inga underarter finns listade i Catalogue of Life.